# Sergius I van Constantinopel
Sergius I (Grieks: Πατριάρχης Σέργιος Α΄) ( - Constantinopel, 9 december 638) was van 610 tot 638 patriarch van Constantinopel.
Tijdens de afwezigheid van keizer Heraclius in 626 tijdens de campagne tegen het Sassanidische Perzië belegerden de Avaren Constantinopel. Samen met de magister militum, Bonus werd hij tot regent benoemd en werd hij door keizer Heraclius verantwoordelijk gesteld voor de verdediging van de stad. Net voor de laatste aanval van de Avaren leidde hij een litanie naar Panagia Hodegetria. Direct daarna stak er een enorme storm op waardoor de invasievloot werd verwoest. Hierdoor werd Constantinopel gespaard. De storm werd als een wonder gezien. Dit wonder werd toegeschreven aan de Maagd Maria.
Sergius I verkondigde het geloof dat Jezus Christus twee naturen had, maar slechts één wil (monotheletisme). Om deze leer te verdedigen stuurde Sergius zijn aartsdiaken Peter in 634 naar een synode in Cyprus. Deze werd georganiseerd door aartsbisschop Arkadios II. Daar waren ook vertegenwoordigers van paus Honorius I aanwezig. De anti-monothelitische kant in Jeruzalem, die werd verdedigd door Maximus de Belijder en Sophronius zond Anastasius Apocrisiarius, een leerling van Maximus, George van Resh'aina, een leerling van Sophronius, twee van Georges' leerlingen en daarnaast nog acht bisschoppen uit Palestina. Toen de twee posities aan de keizer werden gepresenteerd, hield Heraclius vast aan het monotheletisme van zijn trouwe bondgenoot.
Het monotheletisme werd tijdens het derde Concilie van Constantinopel (het zesde Oecumenische concilie, 680-681 n.Chr tot ketterij verklaard.

## Voetnoten
1. ↑  George van Reshaina, An Early Life of Maximus the Confessor, blz. 316-7